# Haasus judaeus
Haasus judaeus – gatunek kosarza z podrzędu Laniatores i rodziny Phalangodidae. Jedyny znany przedstawiciel monotypowego rodzaju Haasus

## Występowanie
Gatunek endemiczny dla Izraela.